# パー・グスタフソン

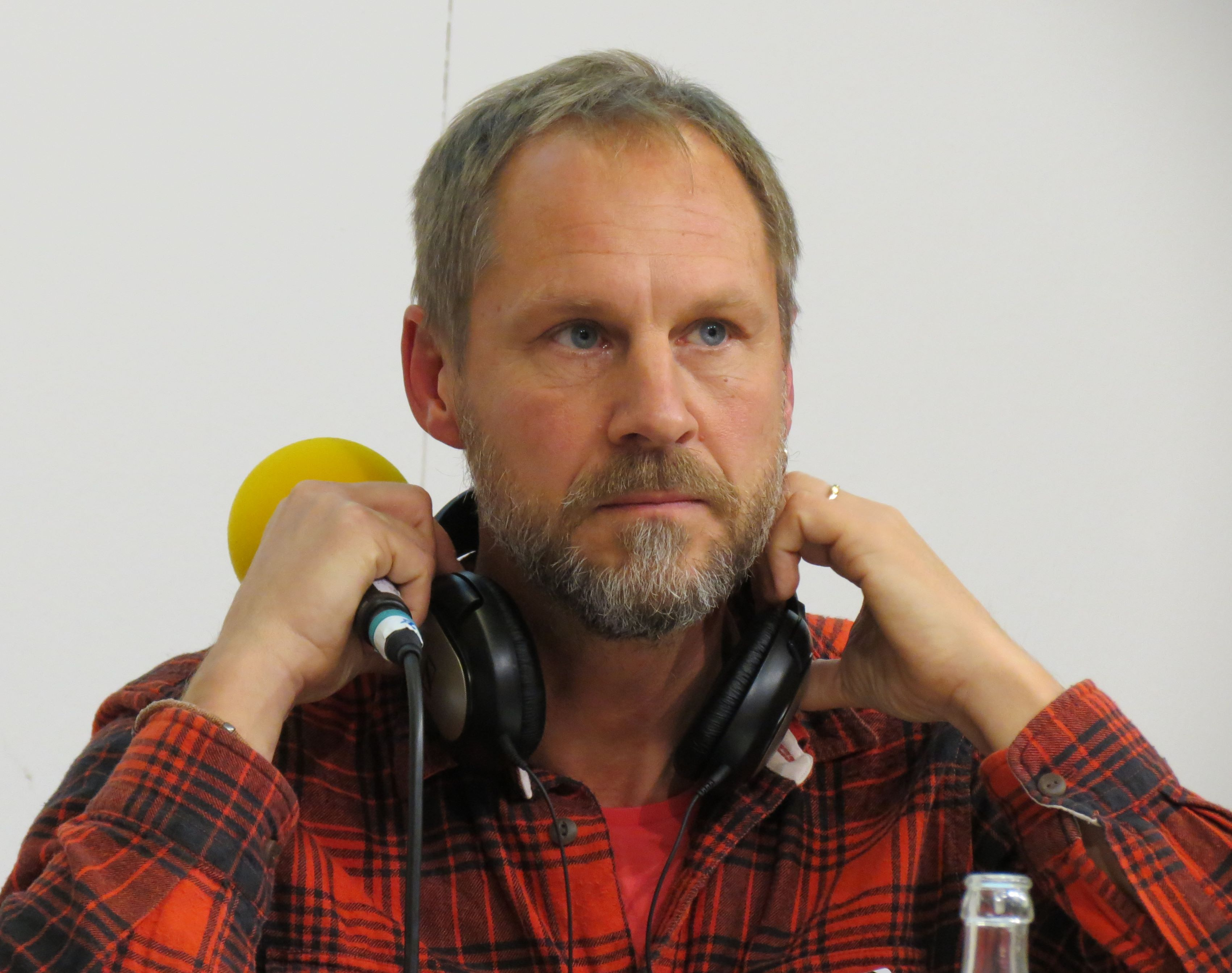
パー・グスタフソン

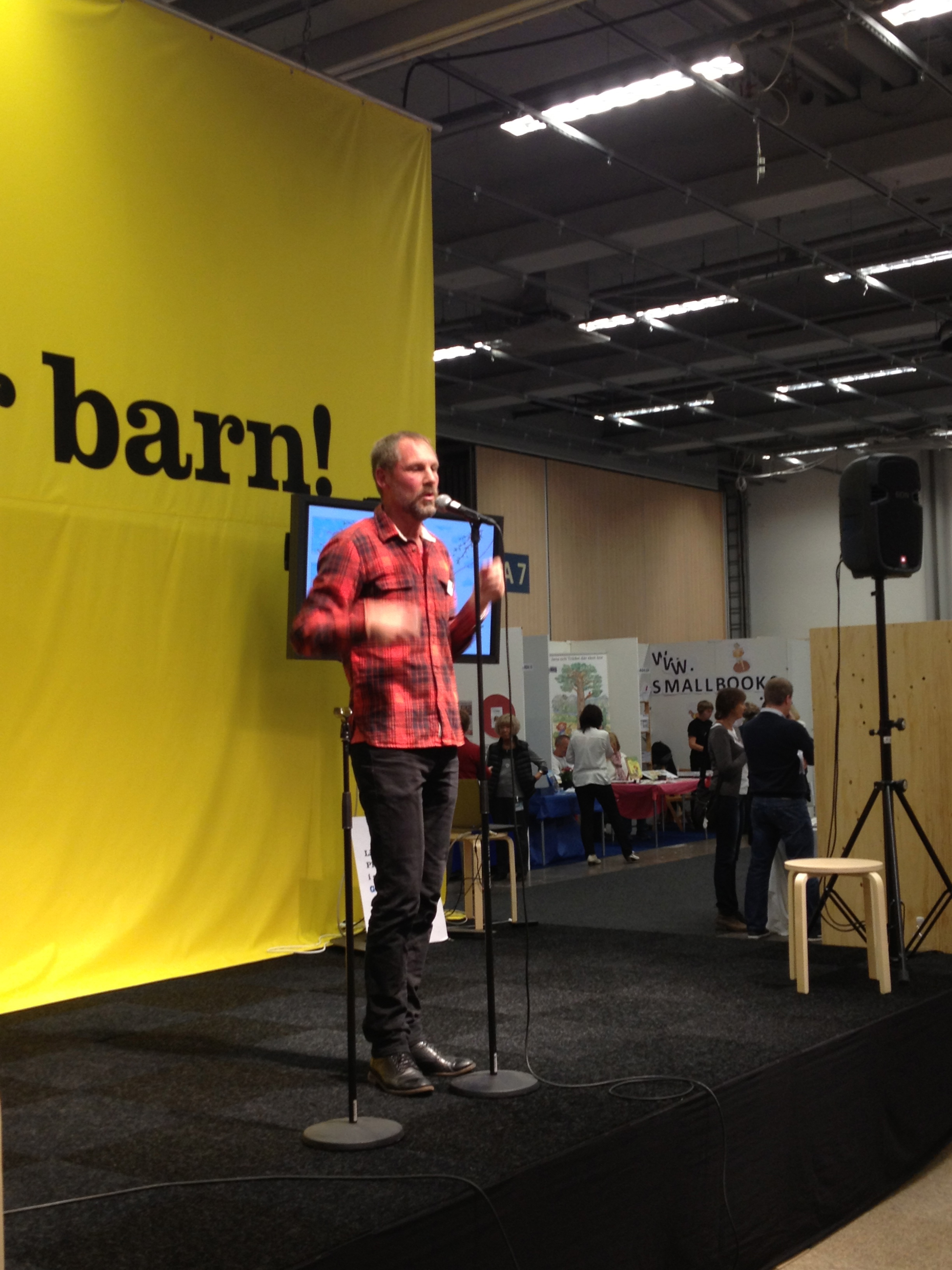
スタジオでのパー・グスタフソン　2013年

パー・グスタフソン（スウェーデン語: Per Gustavsson、1962年4月16日 -）は、スウェーデンの漫画家、画家、絵本作家。

## 概要
1962年、スウェーデンのアルビカで生まれる。
1980年から81年までグスタフ・プリムス絵画学校に学び、85年から89年までヨーテボリの学校に学んだ。
漫画や絵本だけでなく、雑誌などの挿絵も描いた。
2012年からスウェーデンの絵本作家の団体の会員になる。
2014 年にエルサ・ベスコフの楯という、スウェーデンの作家が受け取る賞を受賞した